# Acontia nubifera
Acontia nubifera là một loài bướm đêm thuộc họ Noctuidae. Loài này có ở Nam Mỹ, bao gồm Argentina.